# Sakharov-prisen
Sakharov-prisen for tankefrihed er en europæisk pris. Den uddeles af Europa-Parlamentet i Strasbourg hvert år den 10. december til personer eller organisationer, som har ydet et afgørende bidrag til kampen for menneskerettigheder i deres hjemland. Prisen er opkaldt efter den russiske atomfysiker og Nobelpristager Andrej Sakharov og er i 2005 på 50 000 euro.
Prisvinderne siden etableringen i 1988 er:
- 1988 Nelson Mandela og Anatoli Marchenko (posthumt)
- 1989 Alexander Dubček
- 1990 Aung San Suu Kyi
- 1991 Adem Demaçi
- 1992 Mødrene fra Plaza de Mayo
- 1993 Oslobodjenje
- 1994 Taslima Nasreen
- 1995 Leyla Zana
- 1996 Wei Jingsheng
- 1997 Salima Ghezali
- 1998 Ibrahim Rugova
- 1999 Xanana Gusmão
- 2000 ¡Basta Ya!
- 2001 Izzat Ghazzawi, Nurit Peled-Elhanan og Dom Zacarias Kamwenho
- 2002 Oswaldo José Payá Sardiñas
- 2003 Kofi Annan og alle ansatte i FN
- 2004 Journalistforbundet i Hviderusland
- 2005 Kvinder i Hvidt (Cuba), Journalister uden Grænser, Huawa Ibrahim, (Nigeria)
- 2006 Aleksander Milinkevitj, Hviderusland
- 2007 Salih Mahmoud Osman, Sudan
- 2008 Hu Jia, Kina
- 2009 Memorial Rusland
- 2010 Guillermo Fariñas
- 2011 Nasrin Sotoudeh og Jafar Panahi
- 2012 Aktivister fra det arabiske forår
- 2013 Malala Yousafzai
- 2014 Denis Mukwege
- 2015 Raif Badawi
- 2016 Nadia Murad og Lamiya Aji Bashar
- 2017 Den Demokratiske Opposition i Venezuela
- 2018 Oleg Sentsov, ukrainsk filminstruktør og forfatter
- 2019 Ilham Tohti, økonom og menneskerettighedsaktivist
- 2020 Den demokratiske opposition i Hviderusland
- 2021 Aleksej Navalnyj
- 2022 Det ukrainske folk
- 2023 Mahsa Amina (posthumt) og bevægelsen "Woman, Life, Freedom"